# Friedhof Hall in Tirol

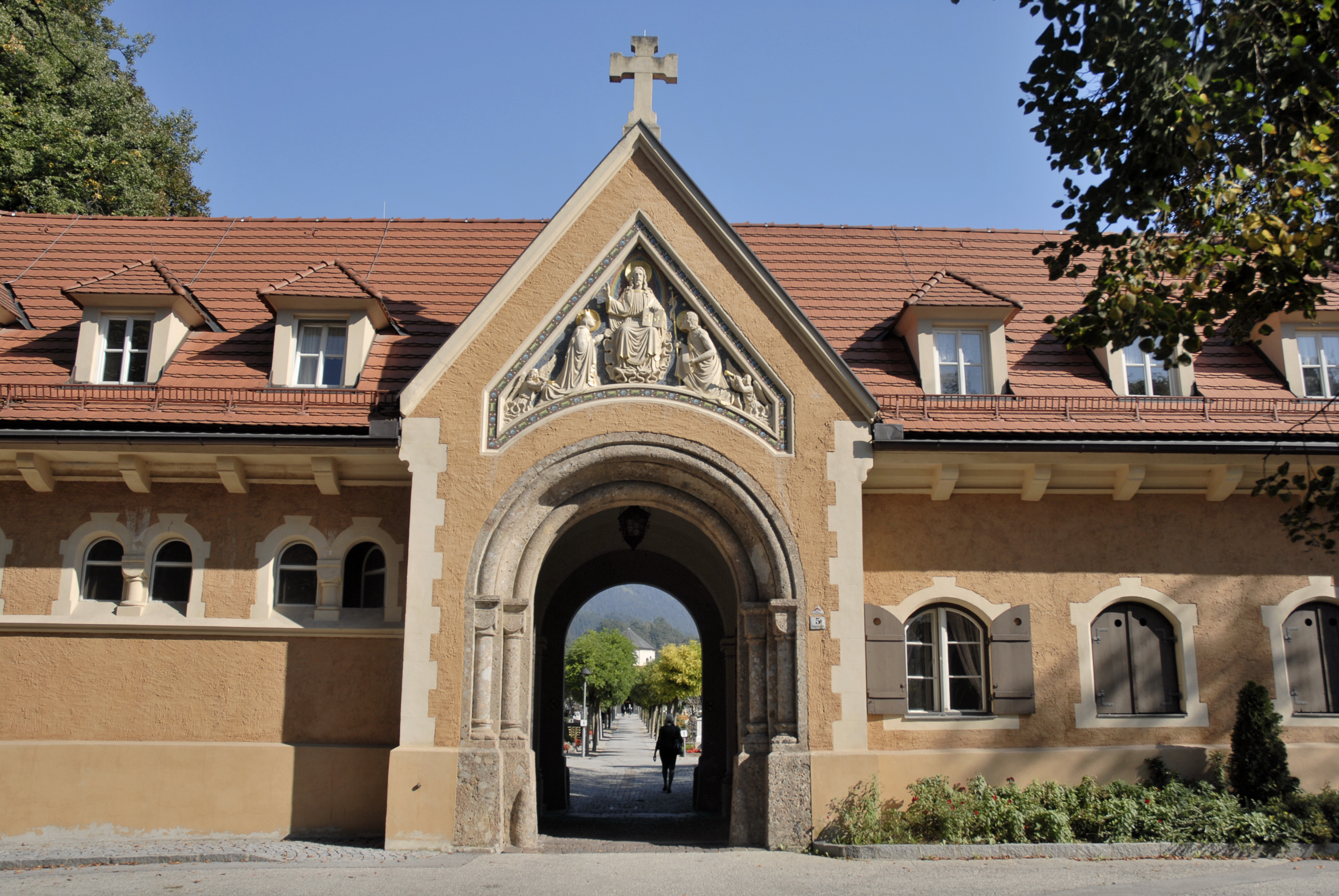
Hauptportal

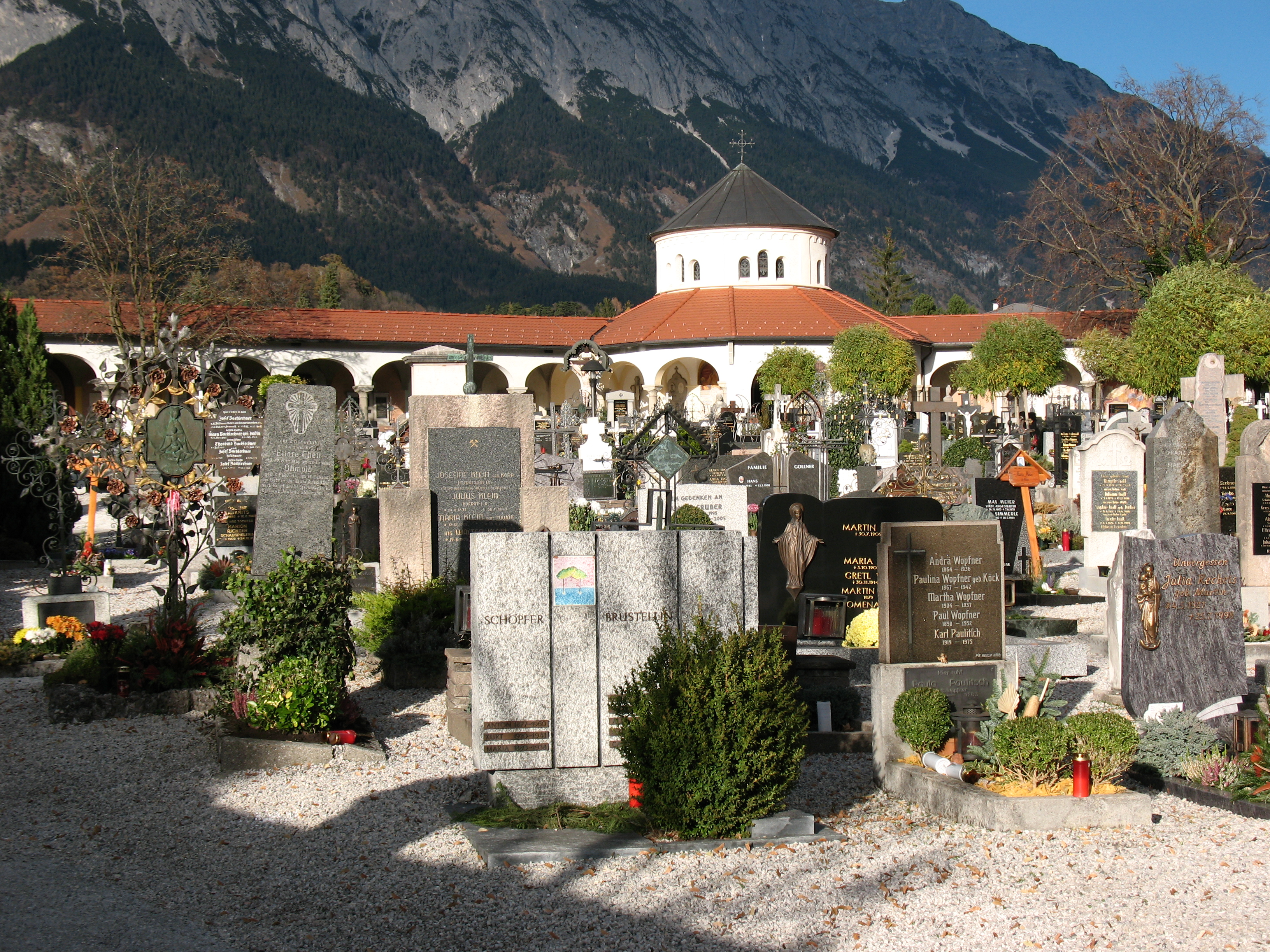
Gräberfeld und Friedhofskapelle

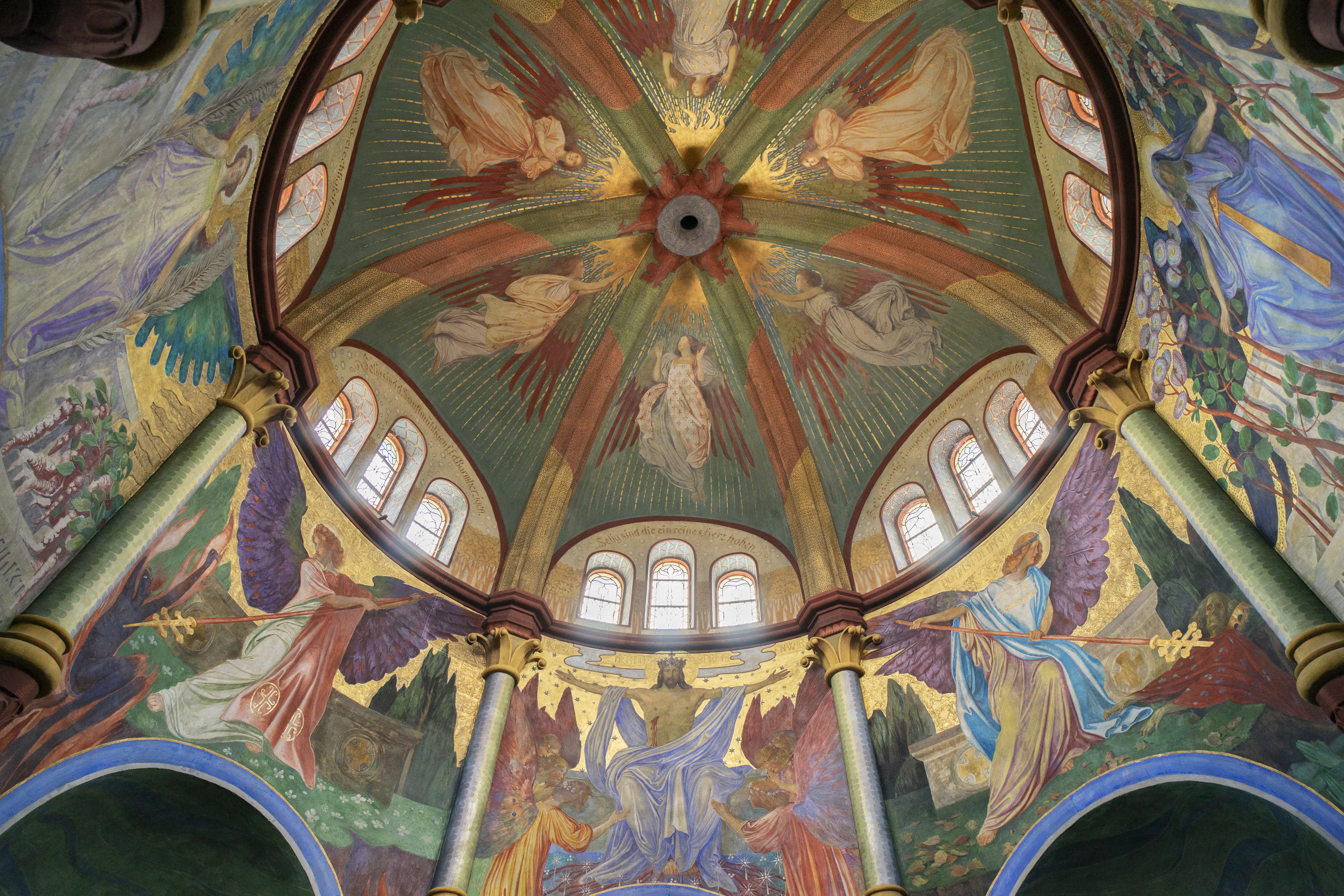
Blick in die Kuppel der Friedhofskapelle

Der Friedhof Hall in Tirol ist der Friedhof der Stadt Hall in Tirol, der im Norden der Stadt und zu einem großen Teil im Gemeindegebiet von Absam liegt. Die 1898 errichtete Anlage steht unter Denkmalschutz (Listeneintrag Hall, Listeneintrag Absam).

## Geschichte
Der Haller Friedhof befand sich ursprünglich bei der Pfarrkirche St. Nikolaus. Da dieser zu klein wurde, wurde im Jahr 1505 westlich des Rathauses zur Stadtmauer hin, ein neuer Friedhof eingeweiht, zusammen mit einem dem hl. Veit geweihten Kirchlein, das 1840 abgerissen wurde. Nach jahrelangem Streit über den Standort für einen neuen Friedhof wurde 1898 der heutige Friedhof eröffnet. Der alte Friedhof wurde ab diesem Zeitpunkt nicht mehr belegt und schließlich 1927 aufgelassen und zu einem Park umgestaltet.

## Anlage und Bauten
Der Friedhof liegt auf einer rund 2,4 ha großen, leicht ansteigenden Fläche im Norden der Stadt, der größere Teil befindet sich auf Absamer Gemeindegebiet. 
Der Haupteingang befindet sich im Süden, er ist als Torbau mit romanisierenden Elementen ausgeführt. Im Dreiecksgiebelfeld über dem Tor befindet sich ein Steinrelief aus der Erbauungszeit, das den segnenden Christus, flankiert von Maria und Johannes dem Täufer zeigt.
Im Norden als Abschluss der zentralen vom Portal ausgehenden Achse steht die Friedhofskapelle, die auf beiden Seiten von leicht abgewinkelten Arkaden flankiert wird. Die Kapelle wurde 1898 nach Plänen von Peter von Stadl als sechseckiger Zentralbau im neoromanischen Stil errichtet. Das Innere weist eine Schirmkuppel über Absenkern mit Knospenkapitellen auf. Die Kuppel und die fünf Wandnischen wurden von 1900 bis 1903 von Alfons Siber ausgemalt. Die Fresken zeigen Anklänge an den Jugendstil und stellen Christus, den Erzengel Michael, symbolische Darstellungen zu Tod und Ewigem Leben und in der Kuppel Engel dar.
In den westlichen Arkaden befindet sich ein Denkmal für den 1947 in Hall verstorbenen  flämischen Nationalisten Cyriel Verschaeve. Die Büste auf einem Steinsockel wurde von der Bachlechnerstraße in den Friedhof versetzt.
Zu den besonderen Grabdenkmälern zählen Sternenkindergräber, ein Grab der Namenlosen und eine Gedenkstätte für die Toten der Haller Psychiatrie.

## Auf dem Friedhof bestattete Persönlichkeiten
- Alfons Siber (1860–1919), Maler
- Lois Welzenbacher (1889–1955), Architekt
- Hedwig von Österreich-Toskana (1896–1970), Erzherzogin
- Rudolf Reinhart (1897–1975), Bildhauer